# Wymysłów (Tarnobrzeg)

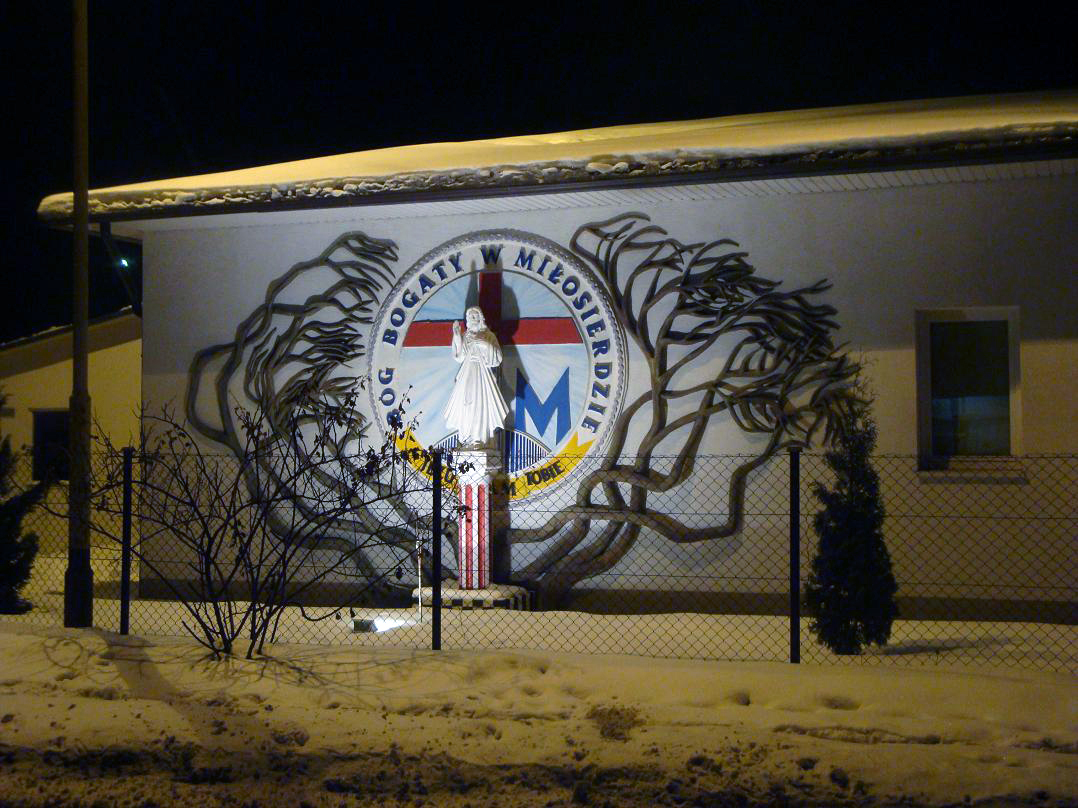
II Oddział Hospicjum św. Ojca Pio, ulica Dąbrówki (Wymysłów w zawężonym obrębie)

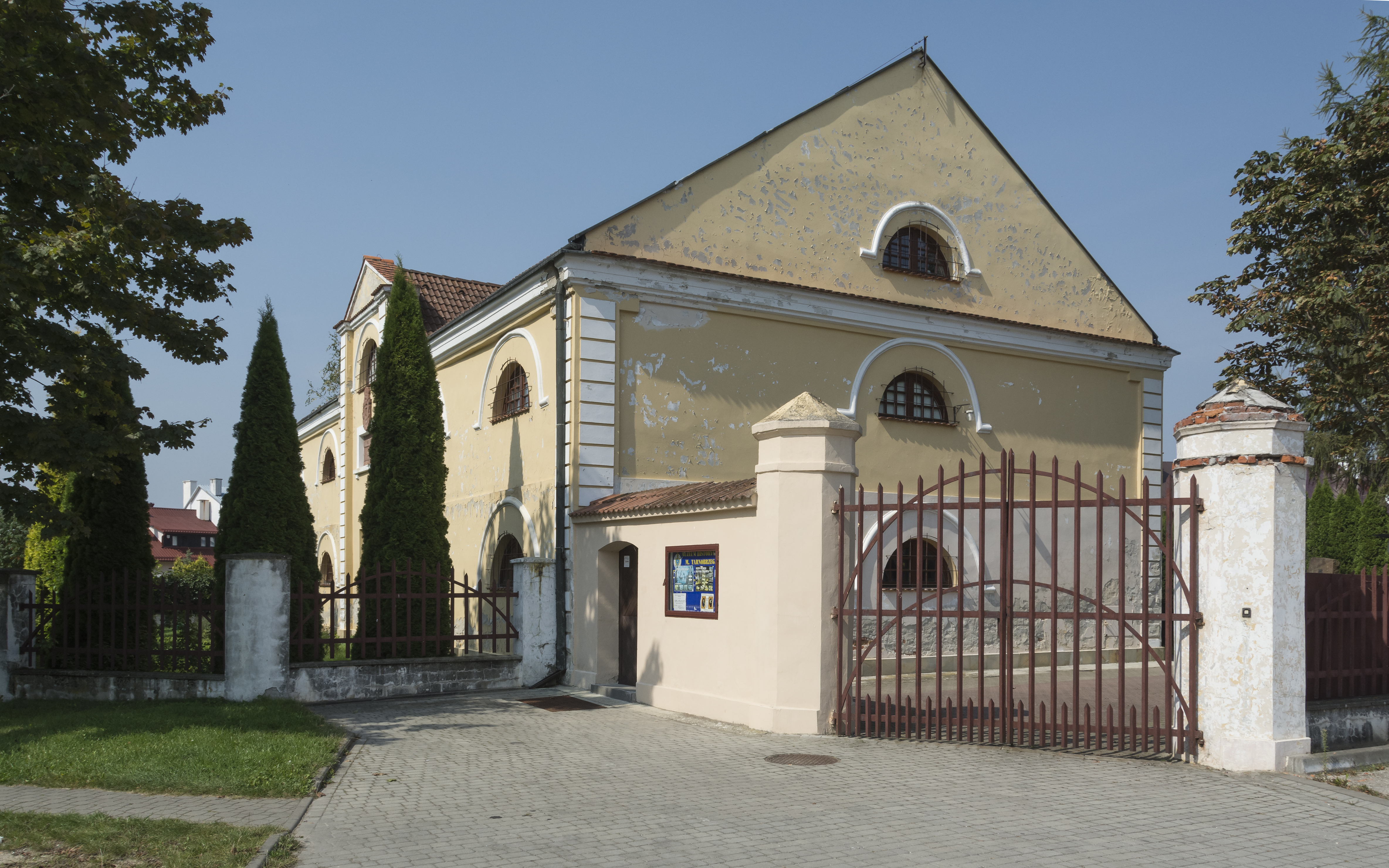
Muzeum Polskiego Przemysłu Siarkowego (Wymysłów według szerokiej definicji)

Wymysłów – część Tarnobrzega w północnej części miasta. Granice Wymysłowa nie są jasno zdefiniowane. Współcześnie, na większości map i planów Tarnobrzega Wymysłów utożsamiany jest głównie z ulicą Fabryczną, ograniczony kwadratem ulic: Warszawską, Borów, Dąbrówki, Mieszka I. Graniczy z Borowem, Piastowem, Dzikowem i Lasem Zwierzyńcem. Na tak definiowanym Wymysłowie znajdują się m.in.: Zakład Zadrzewień Zieleni i Rekultywacji w Tarnobrzegu, Zajezdnia autobusowa PKS Tarnobrzeg, Wojewódzki Ośrodek Ruchu Drogowego w Tarnobrzegu, ogródki działkowe „Wymysłów”. Alternatywnie nazwą Wymysłów określa się też teren między współczesnym Osiedlem Dzików a Zakrzowem.
Wcześniej mianem Wymysłowa określano znacznie większą część miasta. Sytuacja zmieniła się w latach 90. XX wieku wraz z budową osiedli Dzików i Piastów oraz z nowym podziałem miasta zaproponowanym przez Radę Miasta Tarnobrzega w czerwcu 1991 r. Nazwy tych osiedli nie mają żadnego uzasadnienia  historycznego. Nazwa Piastów nadana została w związku z ulicami odnoszącymi się do historii Polski (Dąbrówki, Bolesława Chrobrego, Kazimierza Wielkiego itp.), a osiedle Dzików nazwano tak, gdyż sąsiadowało z dawną posiadłością rodu Tarnowskich – Dzikowem. Znaleźć jednak można jeszcze opracowania naukowe, które mianem Dzikowa określają tylko kompleks pałacowo-parkowo-ogrodowy, a współczesne osiedle Dzików nazywane jest właśnie Wymysłowem. Terminologią taką posługuje się Krajowy Ośrodek Badań i Dokumentacji Zabytków. Najważniejszym zabytkiem tak definiowanego Wymysłowa jest spichlerz z 1843, obecnie siedziba Muzeum Polskiego Przemysłu Siarkowego.